# Lima Challenger II 2022
Il Lima Challenger II 2022 è stato un torneo maschile tennis professionistico. È stata la 23ª edizione del torneo, facente parte della categoria Challenger 80 nell'ambito dell'ATP Challenger Tour 2022, con un montepremi di 53 120 $. Si è svolto dal 24 al 30 ottobre 2022 sui campi in terra rossa del Centro Promotor de Tenis de Miraflores di Lima, in Perù.

## Partecipanti

### Teste di serie
| Nazionalità | Giocatore               | Ranking* | Testa di serie |
| ----------- | ----------------------- | -------- | -------------- |
| Argentina   | Federico Coria          | 71       | 1              |
| Argentina   | Tomás Martín Etcheverry | 87       | 2              |
| Italia      | Marco Cecchinato        | 98       | 3              |
| Germania    | Daniel Altmaier         | 103      | 4              |
| Perù        | Juan Pablo Varillas     | 123      | 5              |
| Argentina   | Camilo Ugo Carabelli    | 126      | 6              |
| Argentina   | Juan Manuel Cerúndolo   | 156      | 7              |
| Kazakistan  | Timofej Skatov          | 158      | 8              |

* Ranking al 17 ottobre 2022.

### Altri partecipanti
I seguenti giocatori hanno ricevuto una wild card per il tabellone principale:
- Nicolás Álvarez
- Gonzalo Bueno
- Ignacio Buse

Il seguente giocatore è entrato in tabellone come special exempt:
- João Lucas Reis da Silva

Il seguente giocatore è entrato in tabellone come alternate:
- Thiago Agustín Tirante

I seguenti giocatori sono passati dalle qualificazioni:
- Giovanni Mpetshi Perricard
- Thiago Seyboth Wild
- Genaro Alberto Olivieri
- Nikola Milojević
- Max Houkes
- Jan Choinski

I seguenti giocatori sono entrati in tabellone come lucky loser:
- Román Andrés Burruchaga
- Mariano Navone
- Miljan Zekić

## Campioni

### Singolare
Daniel Altmaier ha sconfitto in finale  Tomás Martín Etcheverry con il punteggio di 6–1, 6(4)–7, 6–4.

### Doppio
Jesper de Jong /  Max Houkes hanno sconfitto in finale  Guido Andreozzi /  Guillermo Durán con il punteggio di 7–6(6), 3–6, [12–10].